# Naomi Watts
Naomi Ellen Watts (Shoreham, Kent,  28. rujna 1968.) je britansko-australska glumica i filmska producentica.
Kada je imala 14 godina, njena obitelj seli iz Engleske za Sydney u Australiji. Tamo je pohađala nekoliko glumačkih škola i tijekom obrazovanja upoznala je Nicole Kidman. 1986. odlazi u Japan kako bi se odmorila od glume i da bi radila kao model, no nije voljela taj posao pa se brzo vraća u Australiju. Radila je jedno vrijeme za modni magazin prije nego što je odlučila do kraja posvetiti se glumi.
Svoju prvu veliku ulogu ostvarila je 2001. u filmu Mulholland Drive redatelja Davida Lyncha. Za ovu ulogu dobila je pozitivne kritike tako da je poslije dobivala velike uloge kao npr. u američkoj verziji filma  The Ring 2002. Nominirana je za Oscara za ulogu u filmu 21 gram redatelja Alejandra Iñárritua kao i 2013. za ulogu u filmu The Impossible.
Naomi Watts je vegetarijanka.

## Filmografija (izbor)
- Tank Girl (1995.)
- Mulholland Drive (2001.)
- The Ring (2002.)
- 21 gram (2003.)
- The Ring 2 (2005.)
- King Kong (2005.)
- Ruska obećanja (2007.)
- Funny Games (2007.)
- Mother and Child (2009.)
- Međunarodna prijevara  (2009.)
- Poštena igra (2010.)
- Nemoguće (2012.)
- Adoration (2013.)
- Diana (2013.)